# Rhectomia mourei
Rhectomia mourei är en biart som först beskrevs av Eickwort 1969.  Rhectomia mourei ingår i släktet Rhectomia och familjen vägbin. Inga underarter finns listade i Catalogue of Life.